# Thần Tĩnh Vương thái hậu

## Tiểu sử
Đầu đời
Bà được sinh ra là con gái của Hoàng Phủ đệ công , quý tộc vùng Chungui ( 황보제공 충의공 ) miền Bắc Tỉnh HwangHae . 
Hôn nhân
Bà kết hôn với Cao Ly Thái tổ  làm vợ thứ hai sau khi anh lên ngôi với tư cách là vị vua đầu tiên của Cao Ly . Vì lúc đó ông đã có vương  hậu nên bà được phong là  Đại Phu nhân. Cùng nhau, họ có một người con trai sau này trở thành cha của Cao Ly Thành Tông và một cô con gái sau này trở thành vợ đầu tiên của Cao Ly Quang Tông .
Cuộc sống sau này
Bà sống lâu hơn chồng mình 40 năm và qua đời lúc khoảng 83 tuổi. Vì con trai duy nhất của bà và vợ đều chết trẻ nên tất cả con cái của họ đều được bà nuôi dưỡng và bà dành toàn bộ tình cảm của mình cho chúng.  Người ta nói rằng Bà có nhân cách đức hạnh và được các quan lại kính trọng vì tính tiết kiệm và khôn ngoan. 
Sau khi qua đời vào ngày 19 tháng 8 năm 983, bà được ban tặng thụy hiệu là Thần Tĩnh Vương thái hậu( 신정왕태후 ;神靜王太后)  

## Văn hóa đại chúng
- Được diễn bởi Ahn Hae-sook vào năm 2002–2003 KBS trong phim The Dawn of the Empire.[cần dẫn nguồn]
- Được diễn  Ban Hyo-jung vào năm 2009 KBS2 trong phim Empress Cheonchu.[1]
- Được diễn bởi Jung Kyung-soon vào năm  2016 SBS trong phim Moon Lovers: Scarlet Heart Ryeo.[cần dẫn nguồn]